# Euclasta varii
Euclasta varii is een vlinder van de familie van de grasmotten (Crambidae). De wetenschappelijke naam van deze soort is voor het eerst voorgesteld door Aurelian Popescu-Gorj en Alin Constantinescu in een publicatie uit 1973. Deze vlinder is vernoemd naar de entomoloog Lajos Vári. De spanwijdte van het mannetje bedraagt 23 tot 28 millimeter en van het vrouwtje 24 tot 31 millimeter.
De soort komt voor in Spanje, Malta, Algerije, Tunesië, Libië, Westelijke Sahara, Senegal, Sierra Leone, Congo-Kinshasa, Tanzania, Angola, Zambia, Malawi, Mozambique, Botswana, Zimbabwe, Zuid-Afrika en Jemen.